# 大塚昇一
大塚 昇一（おおつか しょういち、1951年〈昭和26年〉3月30日 - ）は、日本の政治家。新潟県小千谷市長（2期）。

## 来歴
新潟県小千谷市出身。新潟県立小千谷高等学校卒業。
1969年（昭和44年）7月、小千谷市役所に採用される。2003年（平成15年）4月、小千谷市商工観光課長に就任。2006年（平成18年）12月から2014年（平成26年）9月まで小千谷市副市長を務める。
2014年（平成26年）11月9日告示の小千谷市長選挙に自由民主党の推薦を受けて出馬。無投票により初当選した。
2018年（平成30年）、無投票により再選。
2023年（令和5年）11月3日、秋の叙勲で旭日双光章を受章。